# Ширван (Иран)
Ширва́н (перс. شیروان‎) — город на северо-востоке Ирана, на территории остана Северный Хорасан. Административный центр одноимённого шахрестана.

## География
Город находится в северо-восточной части остана, в долине реки Атрек, к югу от хребта Копетдаг. Абсолютная высота — 1104 метра над уровнем моря.
Ширван расположен на расстоянии приблизительно 50 километров к востоку от Боджнурда, административного центра провинции и на расстоянии 595 километров к востоку-северо-востоку (ENE) от Тегерана, столицы страны.

## Население
По данным переписи, на 2006 год население составляло 82 790 человек.
| 1986   | 1991   | 1996   | 2006   | 2012   |
| ------ | ------ | ------ | ------ | ------ |
| 48 688 | 58 940 | 70 028 | 82 790 | 91 339 |

## Достопримечательности
- Мавзолей Теймури (VIII век)[5].
- Имамзаде Хамзе Реза (XII век)[6].